# Дубосарски район
Дубосарски район е един от тридесет и двата района на Молдова. Площта му е 309 квадратни километра, а населението – 29 271 души (по преброяване от май 2014 г.). Намира се в часова зона UTC+2. Пощенският му код е 248, а МПС кодът DB.